# Мідія (держава)
37° пн. ш. 47° сх. д. / 37° пн. ш. 47° сх. д.
Мі́дія — стародавня держава, а також стародавня етногеографічна область на заході Ірану, від річки Аракс і гори Ельбурс на півночі до кордонів Персиди (Фарсу) на півдні, і від гір Загроса на заході до пустелі Деште-кевір на сході. Мідійське царство існувало в 672 до н. е. — 550 до н. е. і в роки свого розквіту було набагато ширше за кордони етнічної Мідії.

## Стародавня Мідія. Розселення іраномовних племен
Мідія займала територію Північно-Західного Ірану. Західна частина держави охоплювала райони гірських хребтів Загроса біля кордонів з Ассирією і називалася Мідія Атропатена. На схід від Атропатени простягалась рівнинна частина Мідії (Нижня або Велика Мідія).
В ІІІ — І тис. до н. е. на території Мідії проживали племена осілих землеробів і скотарів, що розмовляли еламською, каситською, кутійською, хурритською та іншими неіндоевропейськими мовами.
Поширена думка, що предками іраномовних племен були скотарі Східної Європи, звідки частина з них переправилася через Кавказ і вздовж узбережжя Каспійського моря в Іран і Середню Азію. Іранські племена з'явилися в Ірані приблизно в XII-ХІ ст. до н. е. і поширилися по всьому Ірану на початку І тис. до н. е. Дане проникнення не носило завойовницький характер, а було змішуванням з місцевим населенням. В деяких районах держави навіть у ІХ — VIII ст. до н. е. переважало старе неіраномовне населення. Але, починаючи з VIII ст. до н. е., іранці вже складали переважну більшість у багатьох областях Ірану. З цим часом пов'язане широке розповсюдження могил озброєних вершників. Про заняття іранців конярством свідчать вавилонські слова. Знахідки багатих могил, в яких багато художніх виробів, посудин із золота Марлік, вказує на уособленість військових командирів.

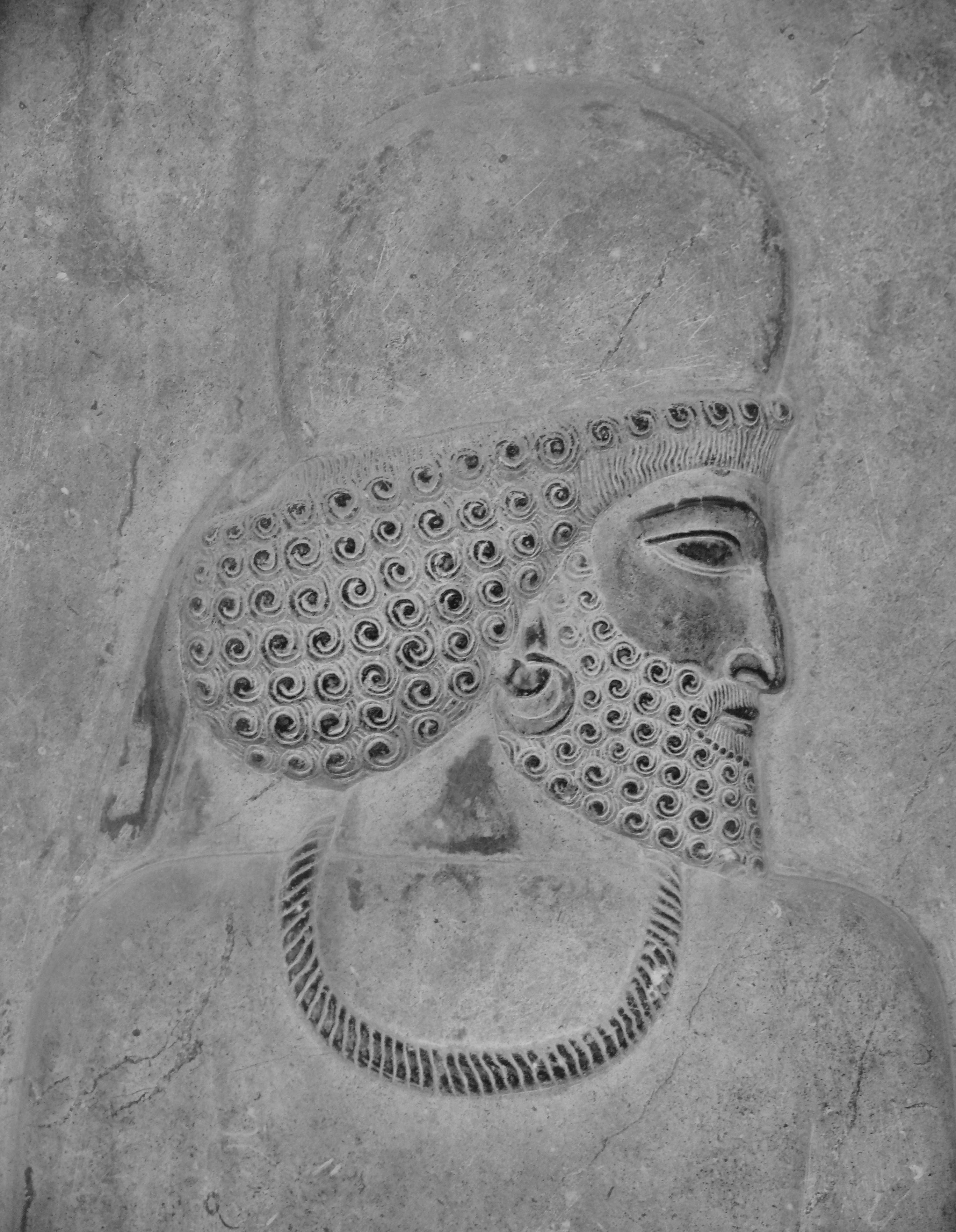
Зображення мідійця на скелі
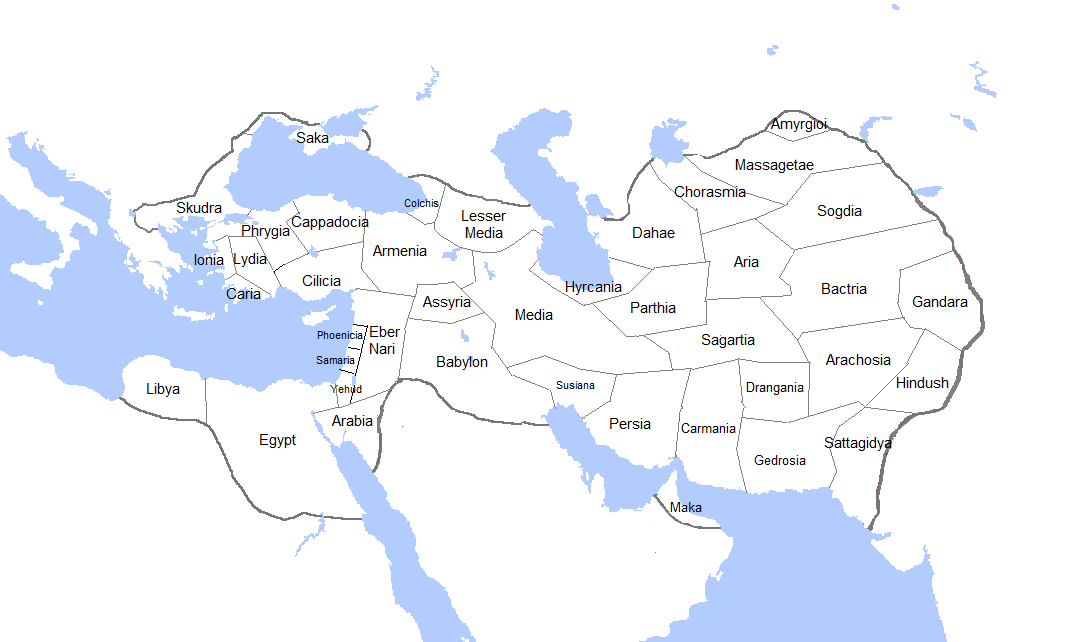
Провінції імперії Ахеменідів часів Дарія I
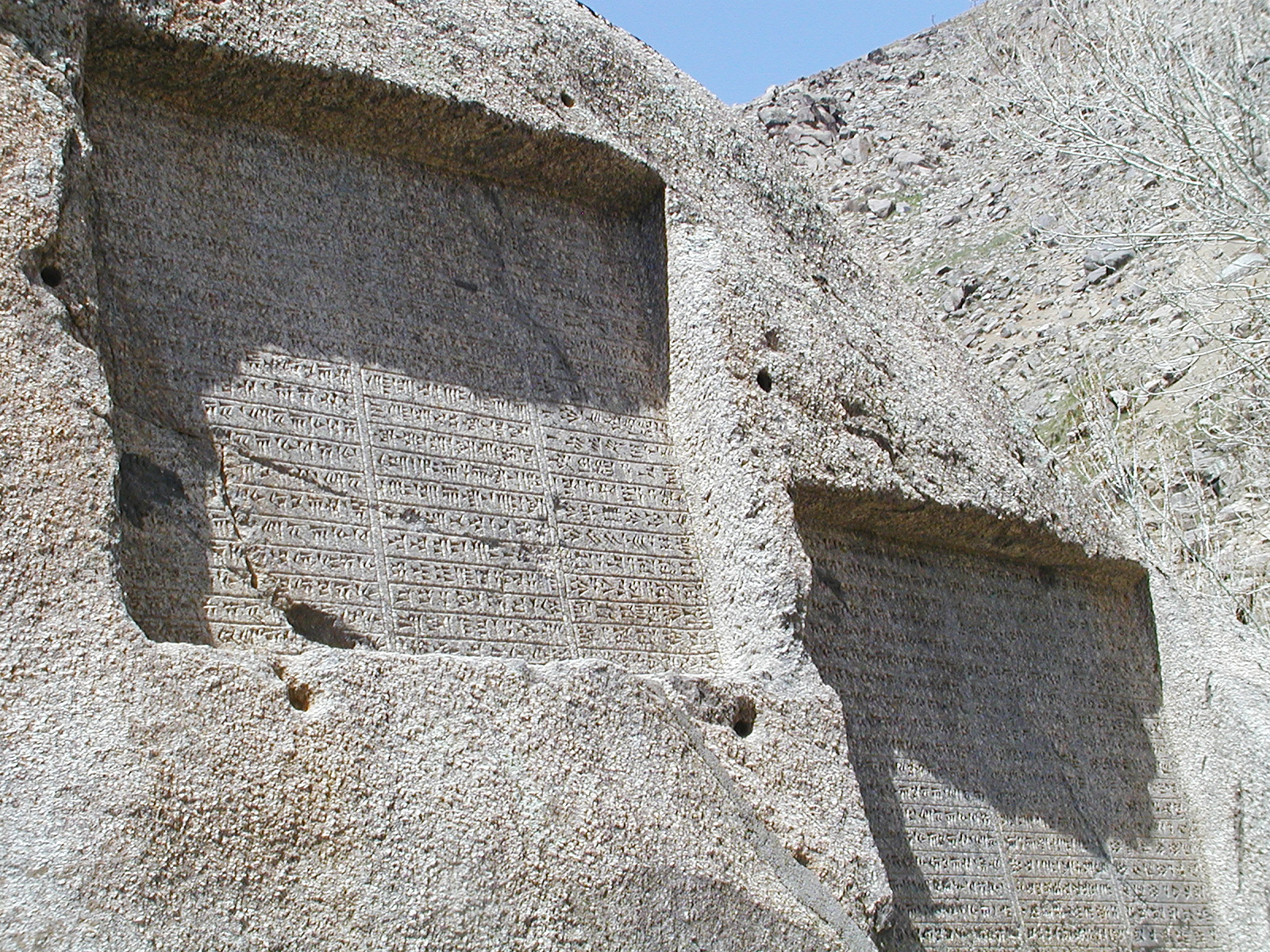
Ґанджнаме (Опис скарбниці) в Екбатанах. Написи Дарія I та його сина Ксеркса I
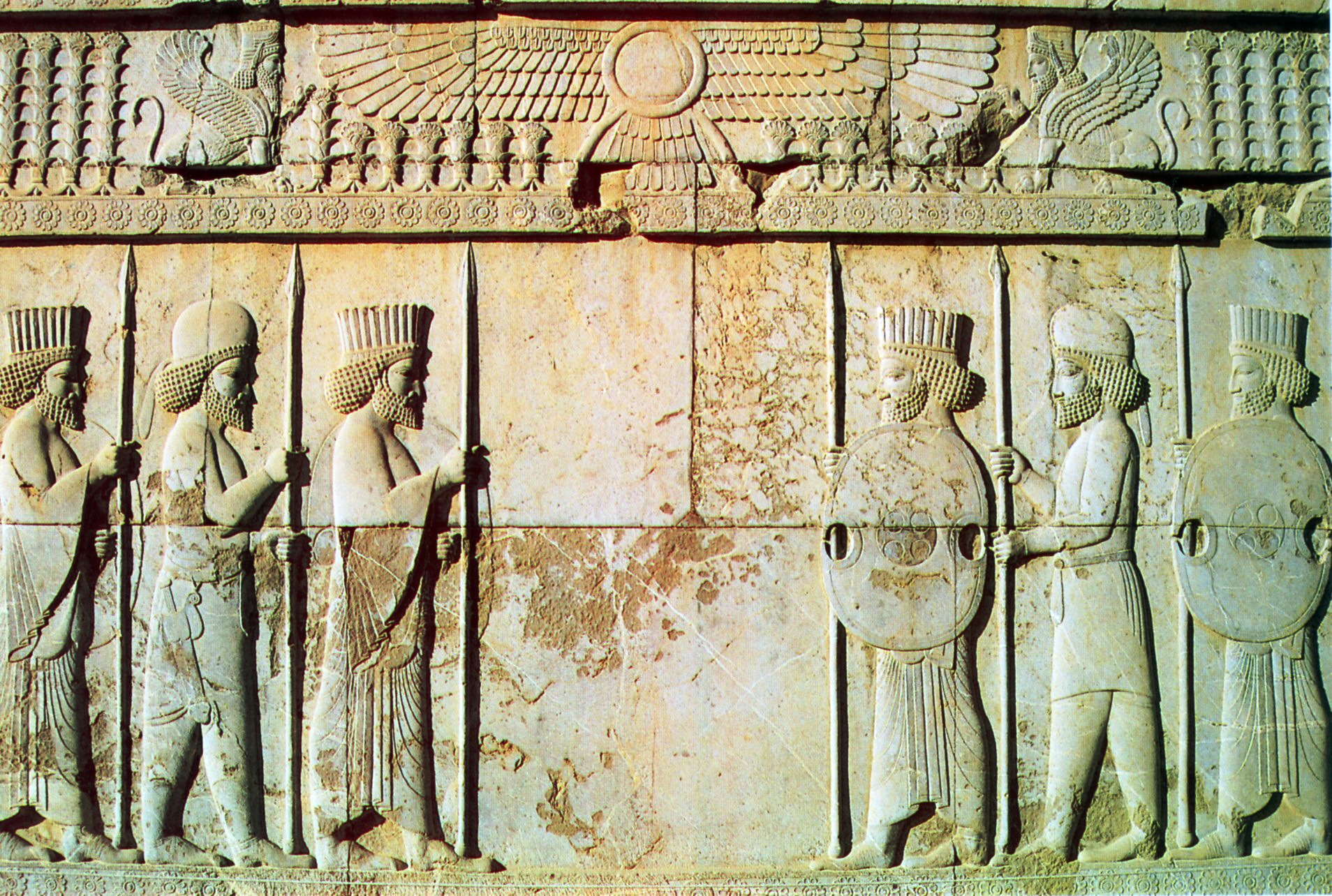
Зала Ападана, 5 ст. до н. е. Зображення перських лучників та мідійськиї воїнів у традиційних костюмах (мідійці зображені у круглих шапках та чоботах)
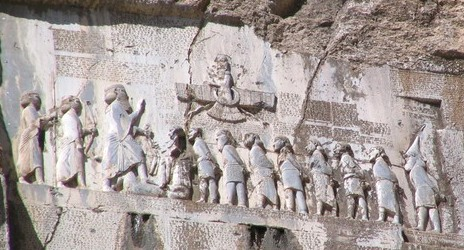
Бехістунський напис
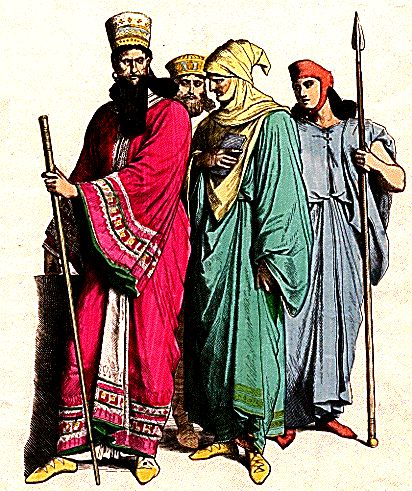
Мідійці та перси
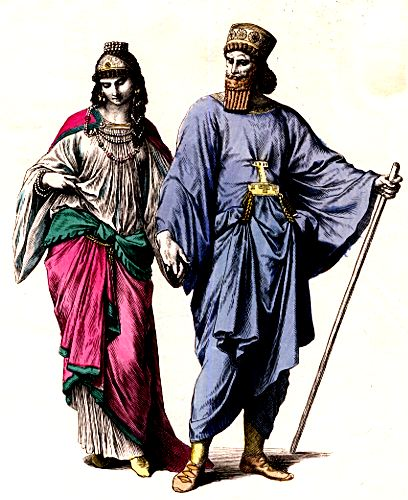
Мідійці

## Ассирійська експансія на території мідійських племен
В історичних джерелах територія, яку населяли племена, що згодом стали ядром мідійського племеного союзу, вперше згадуються в анналах асирійського царя Салманасара III, й датовані 836 р. до н. е. Саме цього року ассирійці вперше дійшли до земель Амадай/Матай, в областях Хархар та Аразіаш, знищивши чотири фортеці. Хронологія подальших походів ассирійців на землі мідійської спілки наступна:
- 820 р. — перший похід ассирійського війська, очолюваного царем  Шамши-Ададом V, в глиб території мідійських племен, останні в декількох битвах зазнають жахливих поразок (розбиті війська двох мідійських очильників — Ханасірука з фортеці Сігбіту та Мунсуарти, правителя Аразіаша).
- між 810—802 — Саммурамат (Семіраміда) та її син Ададнерарі III декларували залежність Хархара, Аразіаша та країни Мадай — трьох мідійських областей, подальша традиція приписує саме Семіраміді підкорення східномідійських областей (у вельми сумнівних повідомленнях Ктесія Кнідського — проти Бактрійського царства).
- 788 р. — останній з відомих походів Ададнерарі III до Мідії.

Певний час, до середини VIII ст., мідійські території рятували нескінченні Урарто-Ассирійські війни. Але з приходом до влади в Ассирії царя Тіглатпаласара III ассирійські навали відновилися. Отже,
- 744 р. — перший похід Тіглатпаласара III на чолі реформованого ассирійського війська на Мідію. На відміну від своїх попередників Тіглатпаласар не тільки пограбував мідійські поселення, а й організував їх у декілька провінцій, обклавши «країну могутніх мідян» щорічною даниною у 9 т лазурита та 15 т бронзових виробів. Безумовно, така данина для мідян того часу була неймовірною, тому
- 737 р. — другий похід Тіглатпаласара на мідійські території.
- між 737—727 рр — похід військового очильника Тіглатпаласара III на ім'я Ашшурданнінанні, під час якого він захопив 5000 коней.

Активність Тіглатпаласара III на мідійському напрямку двічі передувала початку війни проти урартів. Отже, однією з головних причин ціх походів можливо, окрім замирення прикордонних територій, була потреба реформованої (до речі, першої в історії регулярної) армії у конях (бойові колісниці та кіннота були головною ударною силою ассирійського війська).
До 715 р. до н. е., за ассирійського царя Саргона II, відноситься згадка манейського намісника у одній з незначних мідійських областей на ім'я Даяукку, який зрадив царя Манейського царства, та перейшов на бік Руси I, царя урартів, відправивши останньому в заручники сина. Саме за це Даяукку було захоплено та разом з родиною виселено на спокійніші та контрольованіші території сучасної Сирії, до міста Хамат, можливо, як заручників. У своїй «Історії» Геродот називає Деіока першим мідійським царем та засновником Мідійського царства, що наразі виглядає вельми сумнівним, як й викладена ним хронологія. Наприклад відомо, що наслідком глибокого походу 714—713 рр. до н. е. було підкорення Саргоном II близько 45 мідійських царів та обкладення їх даниною.

## Виникнення Мідійського царства
Справжнім творцем Мідійської держави наразі вважають відомого з запитів царя Асархаддона одного з мідійських правителів — Хшатріту, якого Геродот, ймовірно помилково, називає Фраортом.
Отже, у 679 р. до н. е., до Закавказзя вторглася скіфська орда, очолювана царем Ішпакаєм, яка вкрай розбалансувала й без того неспокійний регіон.
У 674 р. до н. е. ассирійці пройшли всю Мідію аж до «соляної пустелі» (Дешт-і Кевір), де підкорили двох володарів поселень — Шитірпарну та Епарду з краю Патуш'арра (в майбутньому Хоарена). Під час цього походу за допомогою до ассирійців звернулося ще три правителі: Уппіс, правитель Партакки, Занасана, правитель Партукки та Раматея, правитель Ураказабарни (близько сучасного Ісфахану). Ассирійці допомогли цим правителям областей у замиренні окремих правителів поселень та обклали їх даниною. Але збирати цю данину було вже майже неможливо — ассирійські загони нищилися правителями ближніх до Ассирії мідійських областей, перш за все Сепарди. До грабунку ассирійських «податкових» загонів долучилися скіфи, присутність яких на території Маннейського царства в ассирійських джерелах фіксується з весни того ж 674 р. до н. е. Користуючись новою неабиякою проблемою ассирійців, в минулому залежні від Ассирії мідійські правителі весною 673 р. до н. е. почали війну за власну незалежність. У запитах Асархаддона до бога Шамаша ми бачимо імена трьох мідійських правителів — Каштаріті-Хшатріта, володар поселення Кар-Кашші, Мамітіаршу, володар поселення з області Мадай та Дусанна, володар поселення у провінції Сепарда. До кінця весни військові дії поширилися на весь північний схід Ассирії.
У 672 р. до н.е ассирійці уклали мир спочатку зі скіфами, а, згодом, й Хшатрітою. Переважна частина земель Мідії стала незалежною державою.
Родинні стосунки Хшатріти з Даяукку, про які повідомляє Геродот, не підтверджено, але їхня можливість припускається.

## Розквіт Мідійського царства, узурпація владиХакаманідами
Політична криза в ассирійській державі, що спалахнула у 653-2 рр. до н.е. призвела до зміцнення її колишніх залежних сусідів - Вавилону та Мідії. Від повної катастрофи Ассирію на тому етапі врятувала навала до Закавказзя її нових спільників - скіфської орди, очолюваною Мадієм. Щодо датування цієї події висловлено різні думки - від середини до двадцятих років VII ст. до н.е. Якби не було, скіфи вогнем пройшлися до Палестини, та на певний час підкорили новостворене Мідійське царство.
До/ близько 615 р. до н.е. Син та наступник Хшатріти Хувахштра позбувся залежності від скіфської орди, вирізавши під час бенкету прибулих за даниною скіфів. Ймовірно, що саме ця подія надалі святкувалася щорічно як у Мідійському, так, згодом, й у Перському царстві. Це щорічне свято мало назву Сакеї.
Поклавши край пануванню скіфів, Хувахштра спільно з вавилонським царем Набопаласаром спрямували свої зусилля на повне та остаточне знищення Ассирії, й у 612 р. до н.е. в минулому могутню Ассирію було знищено, її столицю Ніневію та культовий центр місто Ашшур були захоплені та зруйновані. Територію Ассирії було поділено між новими спільниками.
До кінця VII ст. до н.е. до складу Мідійського царства входили Вірменія, Парфія, Манейське царство, Персія, Аншан, Гірканія та можливо, ще деякі історичні області сучасного Ірану.
Щодо західних кордонів Мідії відомості конкретніші. З повідомлень Геродота відомо, що внаслідок тривалої війни з Лідією, яку спричинили скіфи-заколотники, що спочатку втекли зі Скіфії до Мідії, а згодом, з Мідії до Лідійського царства, у 585 р. до н.е. (після 28.05 того ж року) між Лідійськимм та Мідійським царствами було укладено мир, скріплений шлюбом царських дітей, з фіксацією спільного кордону по р. Галіс. Після /близько цієї події Хувахштра помер, залишивши своєму наступнику та сину Іштувегу (Астіагу) одну з наймогутніших держав Азії.
Достеменно не відомо, що спричинило повстання проти Іштувегу майже в усьому царстві. Висловлено думку, що Іштувегу видав одну зі своїх дочок за представника роду Спітами (родове ім'я Заратуштри) та, занадто захопившись розповсюдженням зороастризму, спровокував конфлікт з представниками старої родоплемінної аристократії. Наслідком повстання проти Іштувегу, яке очолив його родич Гарпаг, стало захоплення влади представником однієї з гілок пануючого перського роду Хакаманідів (Ахеменідів) Курушем (Киром), до речі, рідним онуком Іштувегу від іншої доньки, у 550/549 р. до н.е. Киру фактично наново прийшлося підкорювати залежні території Мідії, але це вже було не Мідійське, а Перське царство.

## Територія
Спочатку мідійські племени проживали у області між Рагами, Аспаданою та Екбатаною. В часи піднесення кордони простягалися від Маргіани та Дрангіани до Лідійського царства, включаючи східну чатсину Малої Азії та більшість земель колишнього Урарту. Площа становила близько 3,1 мільйона км². 
Мідійці на початку мали «міста», ймовірно, невеликі укріплені поселення, подібні до тих, що були виявлені археологічно. Ці місця характеризувалися укріпленнями, складами, культовими будівлями та церемоніальними спорудами. В подальшому центри мешкання вождів мідійських племен та резиденція царя перетворилися на справжні міста. Але більшість населення знаходилося у сільській місцевості.

## Населеня
Мідійці, згідно Геродота, поділялися на племена (бусаї, паретакени, струхати, арізанти, будії та маги), а ті — на клани.
Плем'я паретакенів мешкало в Аспадані та його околицях, арізанти — в Кашані та його околицях, а бусаїв — Екбатанах та її околицях, струхати та будії жили в селах мідійського трикутника. З часом плем'я магів стало суто жрецьким, а їх резиденцією стало Раги.

## Устрій
Цар був верховним правителем, який мав всю повноту влади, включаючи військову, судову і релігійну. Геродот згадує, що Дейок організував суди та шпигунську мережу по всій імперії, таким чином маючи змогу контролювати своє царство.
Мідійське царство поділялося на провінції (припускають, що вони звалися сатрапії): Персія, Вірменія, Каппадокія, Парфія, Аріана. Мідійське царство включало різні залежні території і племена, які платили данину і підкорялися владі мідійських царів.

## Суспільство
Очолював чар і його родина, що були наділені високим соціальним статусом. За ним йшла племенна знать та аристократія. На чолі племен стояли спадкові вожді, яких ассирійці називали бел-алі. Внутрішнє суперництво мідійців не призвело до концентрації землі, багатства та влади в руках вождів. Це свідчить про те, що сини вождів мали рівні права на спадщину, що призвело до розділу земель їхніх батьків, збільшення кількості вождівств та прискорення політичної фрагментації Мідії. У написах Саргона II ідентифікується щонайменше 55 мідійських вождівств.
Носіння на поясі акінаку, що було відмітною ознакою вільної особи, до якого належало быльшысть населення царства. Існував прошарок залежних (невільних) підданих, — тих, хто був у підпорядкуванні у знаті, але зберігав певну свободу і можливість зміни господаря. Рабство практично не було поширено.

### Шлюбні відносини
Сімейне життя мідійців базувалося на патріархальній владі, і полігамія була дозволена. Страбон () згадує особливий закон, що застосовувався до всіх мідійців – закон, який вимагав, щоб кожен чоловік мав не менше п'яти дружин. На думку дослідників наймовірніше вищезгаданий закон дозволяв мати лише п'ять законних дружин. 

## Військо
На початку основу становила виключно кіннота. В подальшому під впливом скіфів та за її зразком була проведена реформа. Піхотинці мідян були озброєні короткими списами та плетеними, обтягнутими шкірою щитами. Також славилися своєю кіннотою. Цар мідян бився в центрі війська, стоячи в колісниці. Використовували пластинчасті обладунки, що покривали і вершників, і коней.

## Економіка
Основою було скотарство. Мідійці розводили овець, кіз та велику рогату худобу заради м'яса, молока та вовни, але саме мідійські коні загроської породи вважалися їхнім найціннішим ресурсом. Мідійці були відомі своєю майстерністю верхової їзди, і коли ассирійці вимагали від них данину, то майже завжди це були коні, навчені верховій їзді. Також були верблюди. Близькість до Новоассирійської імперії, а також до Урарту, Еламу та Вавилона, робила розведення цих тварин дуже прибутковим. Мідійські скотарі, ймовірно, практикували відгін худоби, мешкаючи у своїх поселеннях взимку та проводячи літо на пасовищах високо в горах.
Також важливішим економічним фактором було стратегічне розташування Мідії вздовж торгового шляху з Месопотамії (насамперед Асиррії і Вавилонії) до Центральної Азії (передусім Бактрії). 
Є згадки в ассирійських джерелах про обмежене землеробство та ремісництво. Також підвладні племена у східній частині Загросу продовжували добування корисних копалень, зокрема заліза та олова. Металургія використовувалася у військових та промислових цілях, про що свідчать золоті та срібні предмети. 
Народи підвладні мідійцям сплачували данину у натуральному вигляді. 

## Вірування
Спочатку зберігалися суто мідійські вірування. Так, був поширений культ Ардвісури Анаїти. Її храм розтошовувався у столиці Екбатани.  Страбон, римський історик I століття до нашої ери, посилаючись на давньогрецького історика V ст. до н.е. Геродота, згадує звичаї ритуальної проституції: мідійські жінки, служачи в храмах Ардвісури Анаїти, вдавалися до розпусти. При цьому вони так доброзичливо ставляться до своїх коханців, що ті не лише виявляють їм гостинність та обмінюються подарунками, але й часто дарують більше, ніж отримують, оскільки походять із заможних родин, які забезпечують їм для цього засоби. Проте вони приймають як коханців не перших зустрінутих незнайомців, а переважно тих, хто рівний їм за соціальним статусом.
Також важливе місце займав індоарійський культ вогню, на честь якого зводилися святилища. Найзначущим був храм в Тепе-Нуш-і-Джан, який було побудоваоа близько 750 року до н.е. Будівля була зведена на скелі заввишки близько 30 м і включала «Центральне святилище», «Західне святилище», «Фортецю» та «Колонну залу», які були оточені круглою цегляною опорною стіною. Центральне святилище мало форму вежі з трикутним внутрішнім вівтарем. Його площа становить 11×7 м, а стіни — 8 м заввишки. Біля західного кута вівтаря було виявлено ступінчастий вогняний вівтар, побудований з глиняної цегли. Також ймовірно мідійці були прихильниками маздаїзму і мітраїзму, а Мітра став їх верховним божеством
За часи останніх мідійських царів з Бактрії (мідійські племена мали з нею численні торгівельні та політичні контакти), де тамтешні каві (царі-жерці) підтримували цю релігію, поширюється зороастризм на Мідію. Спочатку прихильники мітраїзму чинили цьому спротив.. Припускають, що цар Астіаг оголосив зороастризм державною релігією. Маги з індоарійських жерців перетворилися на зороастрійських. При цьому відбувається певний синкретизм мітраїзм та зороастризму.

## Культура
Дуже мало залишилося від матеріальної культури мідійців. 

### Мова
Власне мідійська мова відома лише зі згадок в іншомовних джерелах, а також з достатньої кількості запозичень у давньоперській мові. Належив до північнозахідноіранських мов. При цьому дослідники вважають, що мідійці розмовляли на різних діалектах (ймовірно в кожному племені був свій). Жодних документів, датованих мідійським періодом, не збереглося. На мідійській території було знайдено лише одну бронзову пластину, що датується доахеменідським періодом, з клинописним написом аккадською мовою. Ймовірно, мідійська мова відрізнялася від давньоперської лише діалектично.
Якщо мідійці використовували писемність, то, ймовірно, використовували шрифт, подібний до арамейського, який писали на швидкопсувних матеріалах, оскільки не збереглося жодних історичних записів, літературних текстів, бюрократичних записів чи навіть записів про комерційні операції. Деякі невеликі елементи мідійської мови були реконструйовані з топонімів, особистих імен та деяких передбачуваних мідійських мовних залишків у давньоперській мові.
Мідійські слова в давньоперських текстах, мідійське походження яких можна встановити за «фонетичними критеріями», частіше зустрічаються серед царських титулів та серед термінів канцелярії, військових та судових справ.

### Одяг

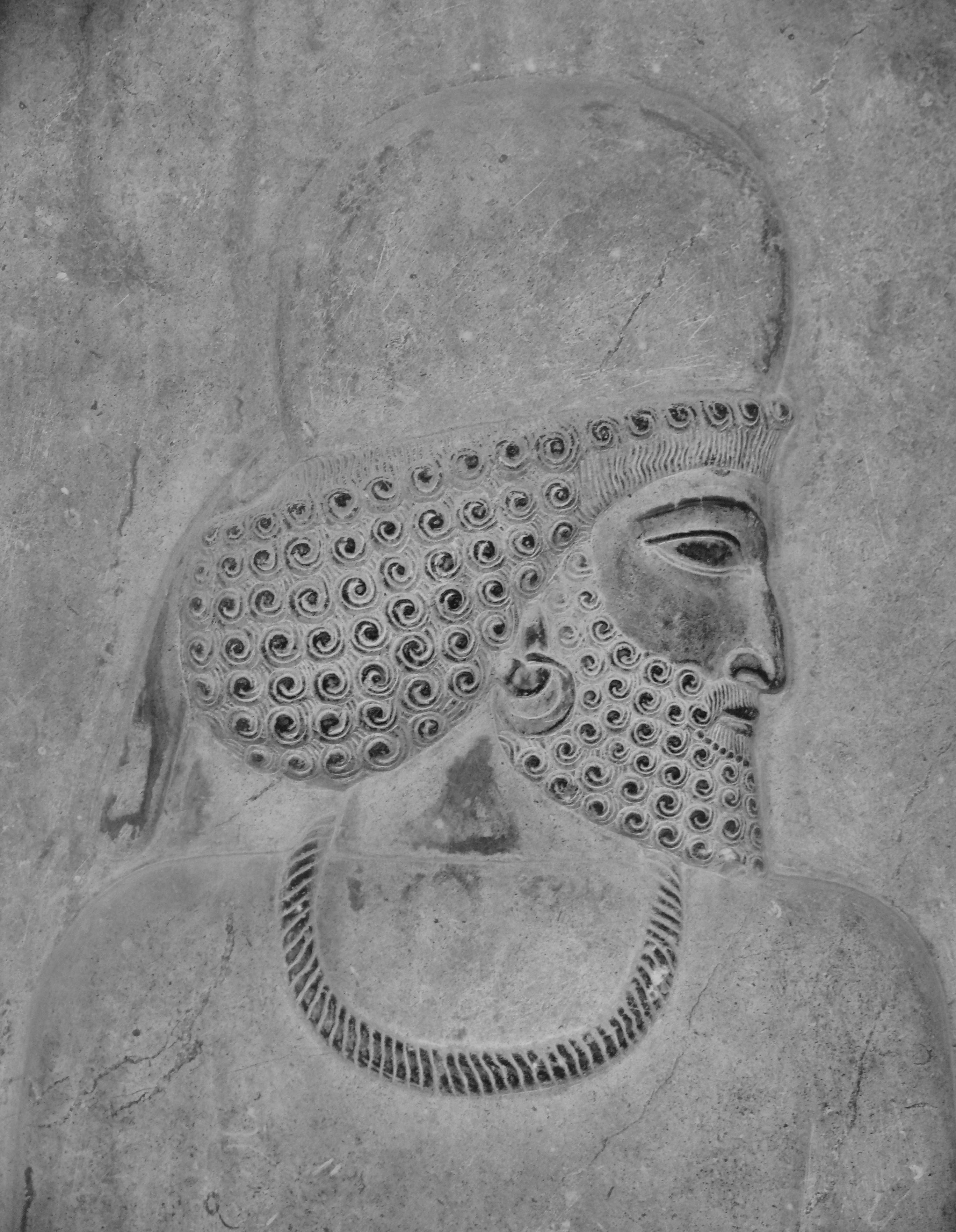
Мідієць

Мідяни носили довге волосся та бород, штани, короткі чобітки, одягали довгі вільні шати з великими рукавами. Від персів їх також відрізняв особливий вид головних уборів.

### Мистецтво
Мідійці не лише запозичили деякі елементи з іноземного мистецтва, але й використовували їх у нових контекстах з новими функціями та значеннями, тобто в новому контексті без їхніх типових та початкових якостей. Художній внесок мідійських ювелірів також згадується в перських джерелах. 
Живописне мистецтво було розкопано в невеликій кількості та дещо невтішної якості досі. Дані свідчать про те, що мідійське образотворче мистецтво зазнало сильного впливу вавилонян, ассирійців, еламітів та, можливо, ранньої фази «звіриного стилю» Стародавнього Близького Сходу. Уривок з Вавилонської хроніки зафіксував, що після завоювання Екбатани Кир II вивіз срібло, золото, товари та майно міста до Персії. Хоча точна природа цих дорогоцінних металів і товарів не уточнюється, окрім того, що це були переносні матеріали, можливо, що серед здобичі були мідійські ремісничі предмети, а також державні чи релігійні речі.

### Гліптика
Знайдено декілька печаток. Це циліндрична печатка, на якій герой бореться з чудовиськом. Стиль сцени та напису пов'язаний з еламським стилем у Сузах, але головний убір героя типовий для мідійців на рельєфах ахеменідських палаців. Інші знахідки включають відбиток циліндричної печатки з Нуш-і-Джан та циліндричні печатки в різних месопотамських стилях з руїн та околиць Екбатан, деякі з яких датуються VIII та VII ст. до н.е.

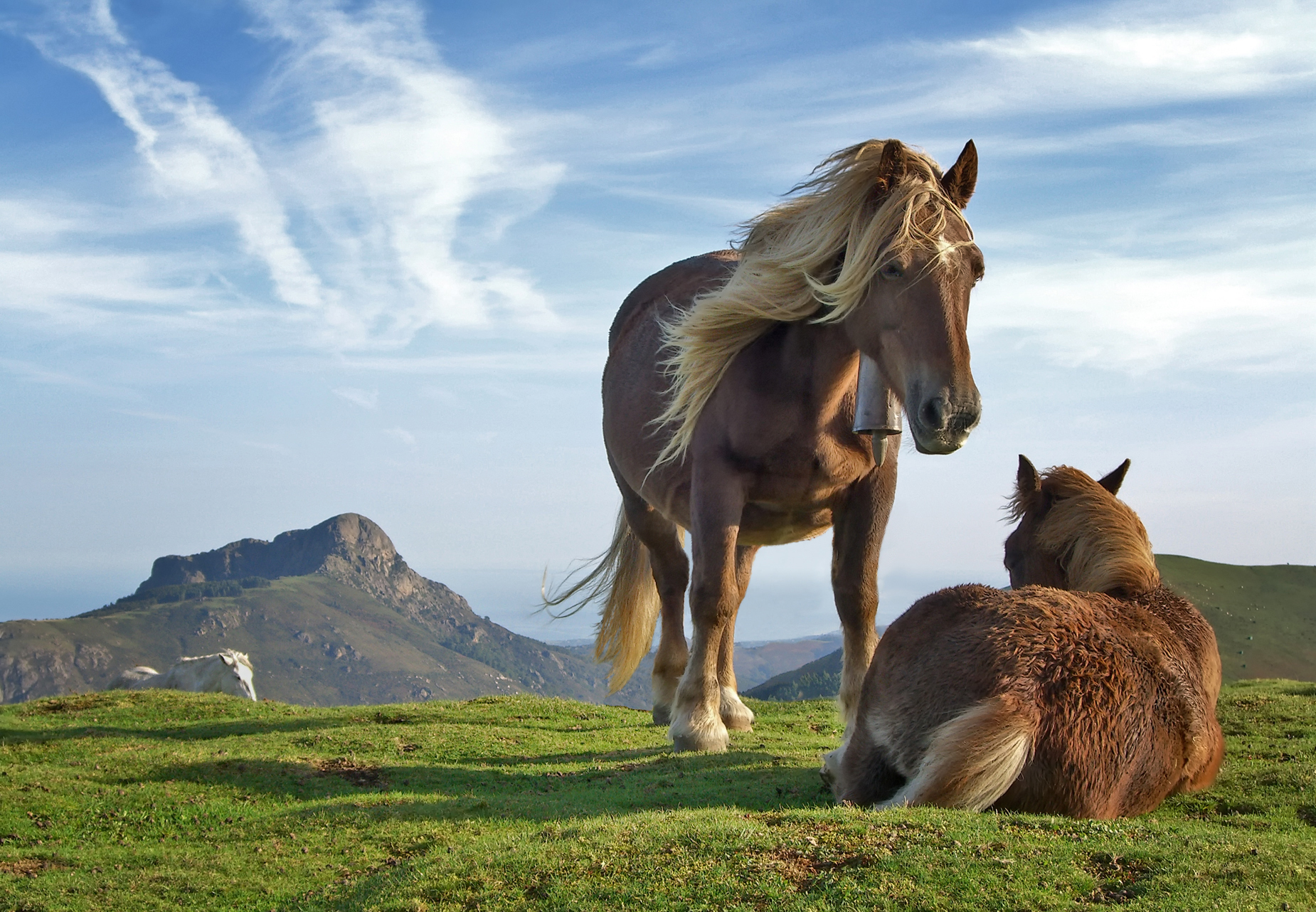
Конярство було одне з головних занять мідійців
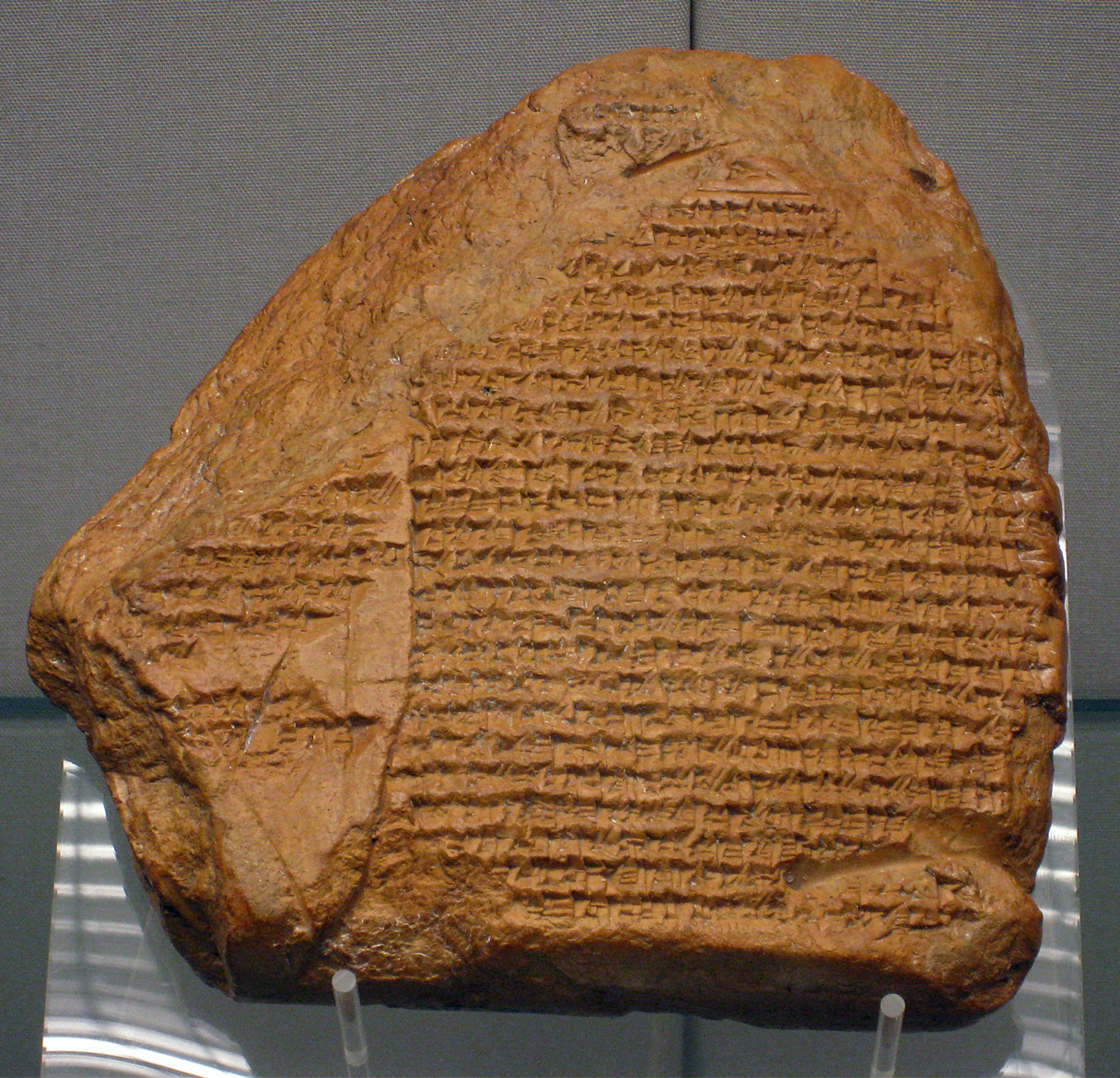
Набонідова хроніка
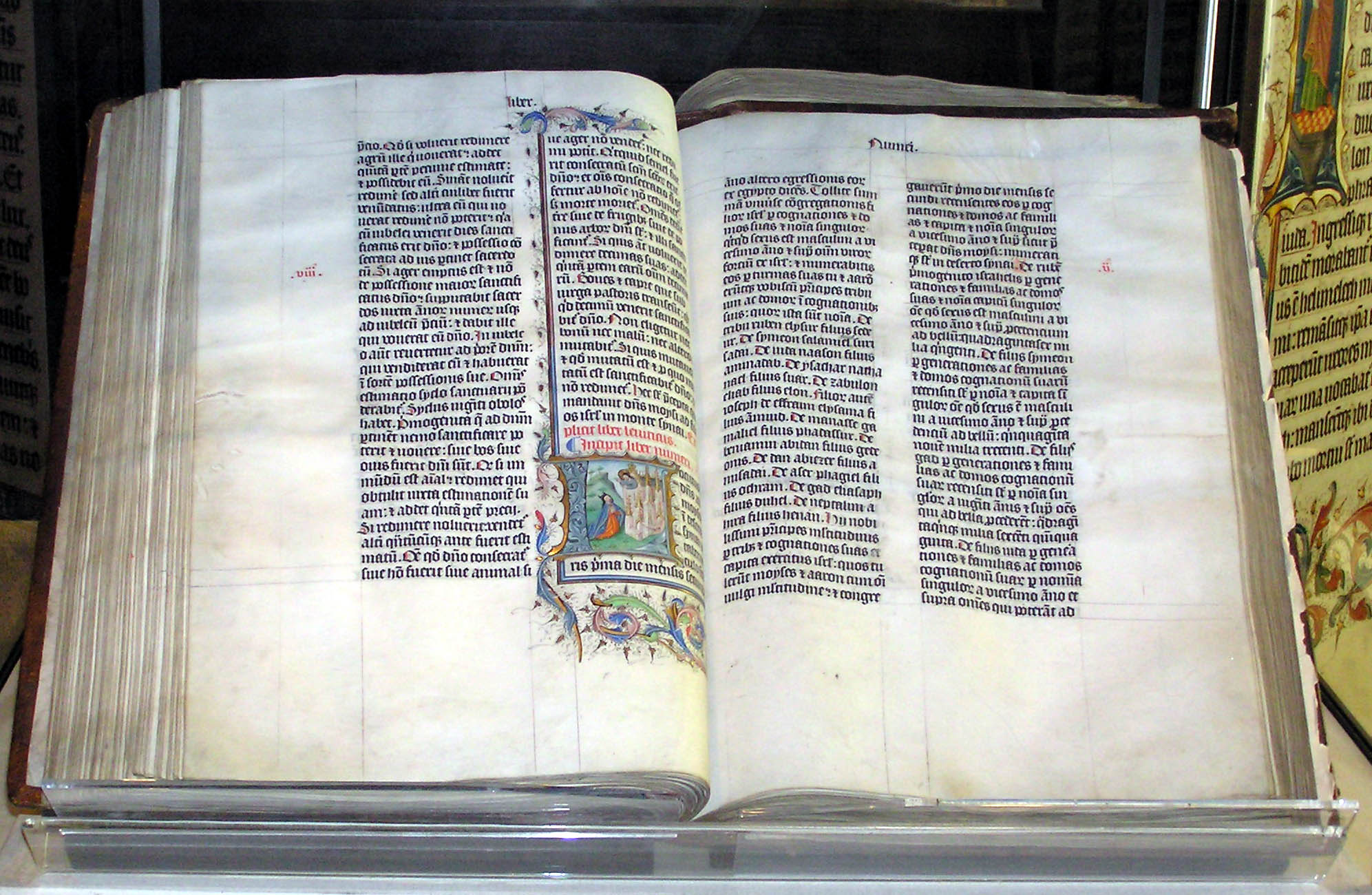
Старий Завіт
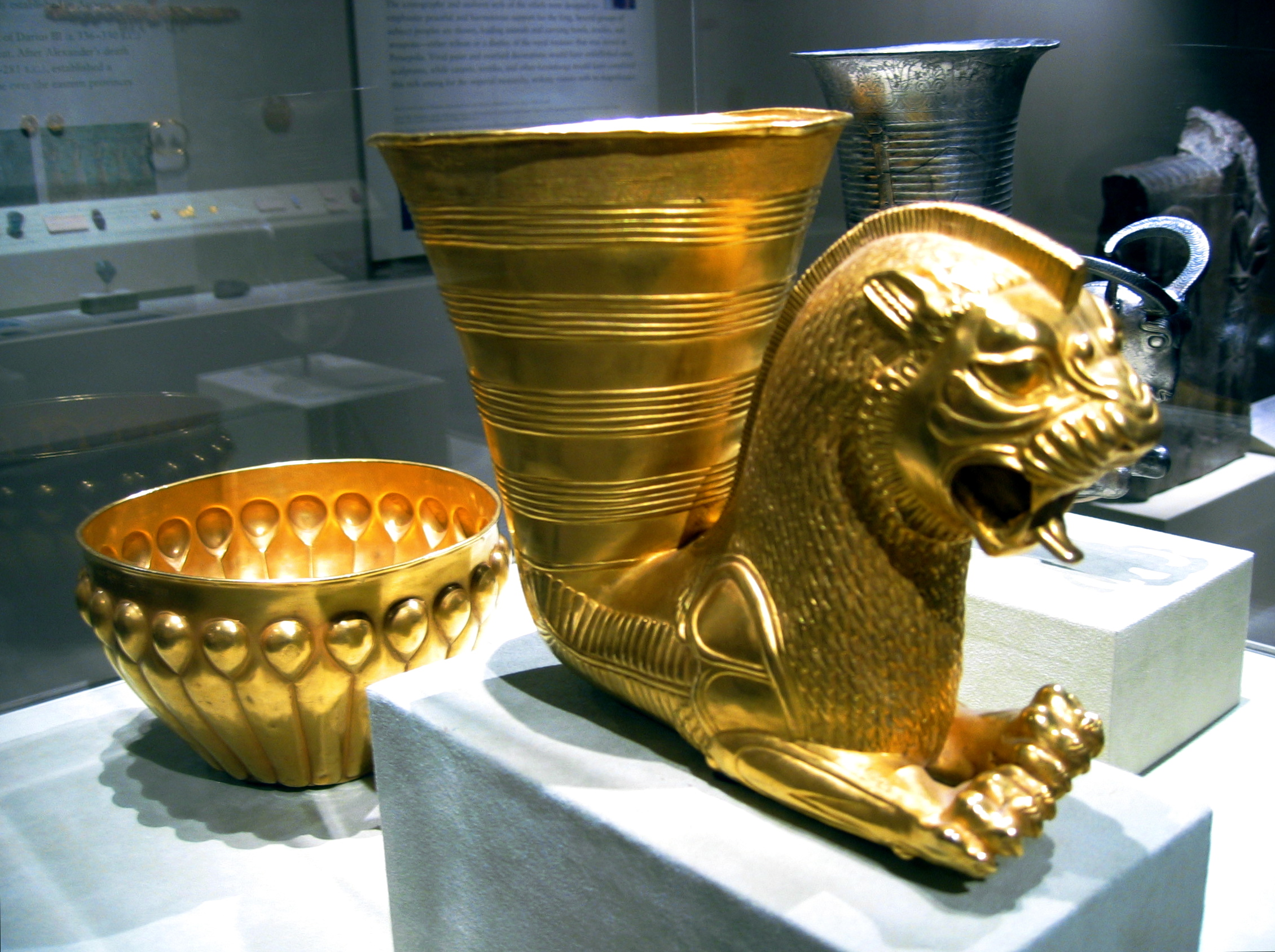
Золотий рітон з Екбатана — зображення тварин характерні для мідійського та ахеменідського суспільств, Національний музей Ірану